# Норрейс, Генри, 1-й барон Норрейс
Генри Норрейс (или Норрис) (англ. Henry Norris, 1st Baron Norreys ; 1525 — 27 июня 1601) — 1-й барон Норрейс из Райкота в Оксфордшире (1572—1601), английский дворянин и дипломат, государственный деятель. Принадлежал к старинной беркширской семье, многие члены которой занимали должности при английском королевском дворе.

## Биография
Сын сэра Генри Норрейса (примерно 1482—1536), который был обезглавлен за прелюбодеяние с королевой Анной Болейн, и его жены Мэри Файнс (1495—1531), дочери Томаса Файнса, 8-го барона Дакра.
Мать Генри умерла в 1531 году, а отец был обезглавлен в 1536 году, оставив его и его младшую сестру Марию сиротами. Детей воспитывал их бездетный дядя, сэр Джон Норрейс (ок. 1481—1564). Наследство Генри было возвращено ему актом 1539 года, а в декабре 1542 года сэр Джон Норрис получил право распоряжаться поместьями племянника и его супруги Марджори, младшей дочери Джона Уильямса, 1-го барона Уильямса из Тейма, и их наследников.
Перспективы у Генри были блестящие. В 1547 году он был произведен в рыцари графства Беркшир. Его жена Марджери была наследницей своего богатого отца, ставшего казначеем королевского двора и продолжавшего приобретать земли в Беркшире. Смерть дяди Генри (1563) и тестя (1559) значительно увеличила и без того немалое состояние Генри Норрейса, принеся ему владения в графстве Оксфордшир, где он поселился с женой, и в графстве Беркшир. Сюда входили Райкот, Сиденхэм и замок Йттендон.
В 1553 году Генрих Норрейс был одним из приближенных короля, который стал свидетелем того, как корона была возложена на леди Джейн Грей. После кризиса престолонаследия королева Мария не стала держать этот акт против него, одобрив его назначение дворецким Пула позже в том же году. В 1554 году он был назначен охранять принцессу Елизавету в Вудстоке. Елизавета верила, что его отец умер за верность её матери, королеве Анне Болейн, и ввела его и его жену в свой доверенный круг, где он останется до конца своей жизни.
В ноябре 1565 года, по случаю третьего брака Амброуза Дадли, графа Уорика, ещё одного члена доверенного круга Елизаветы, Генрих Норрейс принял участие в турнире в присутствии королевы.
Королева Элизабет неоднократно навещала супругов в их поместье Райкот, Оксфордшир; в сентябре 1566 года по возвращении из Оксфорда, во время которого она посвятила Генриха в рыцари; в 1568, 1570, 1572 годах и в сентябре 1592 года во время другого путешествия из Оксфорда. После смерти их сына, Сэра Джона Норрейса, который был известным военачальником в армии Елизаветы, королева послала величественное письмо с соболезнованиями «моей дорогой вороне», как королева все ещё нежно называла Марджери.
В 1562 году Генри Норрейс был назначен верховным шерифом Оксфордшира и Беркшира (1562—1563). Осенью 1566 года королева Елизавета назначила его послом во Францию. Он был отозван в августе 1570 года и заменен сэром Фрэнсисом Уолсингемом. В качестве компенсации за свои заслуги за границей он был вызван в Палату лордов в качестве барона Норрейса из Райкота 8 мая 1572 года.
В 1586 году Генри Норрейс был назначен лордом-лейтенантом Беркшира, в октябре 1596 года — лордом-лейтенантом Оксфордшира.

## Брак и дети
Генри Норрейс женился на Марджери (или Маргарет) (1521 — декабрь 1599), дочери Джона Уильямса, 1-го барона Уильямса из Тейма, между декабрем 1542 и 26 августа 1544 года. Они были родителями семерых детей. Все шесть его сыновей отличились как солдаты.
- Сэр Джон Норрейс (1547 — 3 июля 1597), известный английский военачальник
- Сэр Уильям Норрейс (1548 — 27 декабря 1579, Ирландия)
- Сэр Эдвард Норрейс (ок. 1550 — октябрь 1603, Энглфилд), губернатор Остенде в 1590 году.
- Кэтрин Норрейс (ок. 1553 —), вышла замуж за сэра Энтони Пола (1562—1600), губернатора острова Джерси, около 1583 года в Райкоте, Оксфордшир.
- Сэр Генри Норрейс (1554—1599), воевал в Нидерландах, а затем в Ирландии, где и погиб.
- Сэр Томас Норрейс (1556—1599), лорд-президент Манстера (1597—1599)
- Максимилиан Норрейс (ок. 1557 — сентябрь 1593), убит в Бретани во время службы под началом своего брата Джона.

## Смерть и погребение
Генрих умер 27 июня 1601 года, пережив свою жену и пятерых детей, и был временно похоронен 21 мая в церкви в Энглфилде, где жил его сын Эдвард. Наконец, 5 августа он был вновь погребен в Райкот-хаусе, в склепе под часовней Святого Михаила и всех ангелов, на территории Райкот-хауса. Его завещание было датировано 24 сентября 1589 года.